# 奥托·勒姆
奥托·勒姆（德語：Otto Roehm，1882年8月2日—1958年4月29日），加拿大、美国男子摔跤运动员，主攻自由式。他曾代表美国参加1904年夏季奥林匹克运动会摔跤比赛，获得男子自由式轻量级金牌。